# Dr. Seuss
Theodor Seuss Geisel (født 2. marts 1904, død 24. september 1991), bedst kendt under kunstnernavnet Dr. Seuss, var en amerikansk forfatter og illustrator. Han blev særlig kendt i USA for en lang række populære børnebøger med morsomme rim og tegninger, blandt andet The Cat in the Hat og How the Grinch Stole Christmas! (begge 1957), sidstnævnte blev filmatiseret først i 1966 som tegnefilm og siden med Jim Carrey i hovedrollen. Han arbejdede også som avistegner og skrev under pseudonymerne Theo. LeSieg og Rosetta Stone.

## Film
- Grinchen - Julen er stjålet (2000)

- Katten (2003)

- Horton og Støvfolket Hvem  animation (2008)

- Lorax - skovens beskytter  animation (2012)

- Grinchen  animation (2018)